# Historia UD Salamanca, Años 1940

## Temporada 1940-1941
- El club ficha a Múgica, delantero del Metropolitano (filial del Real Madrid), como revulsivo para la plantilla.
- En noviembre fallece Jimeno, defensa titular del equipo y uno de los jugadores que consiguió el tan deseado ascenso a Segunda división.
- La UDS queda en el 7º puesto y juega el torneo de consolación, que disputan aquellos equipos de mitad de tabla sin opciones de ascenso o descenso. La UDS gana el derbi contra el Valladolid.

## Temporada 1941-1942
- El equipo, al quedar 2º, logra clasificarse para la promoción de ascenso. El Grupo lo formaban: Betis, Zaragoza, Murcia, Sabadell y Sporting de Gijón. No se logró ascender de categoría.
- El entrenador Arteaga ficha a Pruden del Atlético Aviación, el cual se convierte en el máximo goleador del equipo y en una pieza clave del equipo charro.
- 14 de noviembre de 1941: el seleccionador nacional Eduardo Teus López convoca a Pruden, Jimeno y García, aunque ninguno llegaría a jugar con el combinado nacional.
- Carlos Gutiérrez de Ceballos, presidente de la entidad charra, propone un ambicioso proyecto de mejoras en las instalaciones del Calvario y se inaugura la sede social del Club en la Plaza del Corrillo n.º 20.
- 16 de noviembre de 1941: La UDS vence al Valladolid por 1-3. A la capital pucelana se desplazaron para ver el partido más de mil aficionados charros.

## Temporada 1942-1943
- Mayo de 1943: el presidente Luis Maeso Elorrio dimite por los agobios económicos del club y se hace cargo Andrés García Blanco. Los cambios vienen precedidos por la intervención de una delegación comarcal, que sustituyó a Arteaga y coloco al portero Joven como entrenador.
- Nano, procedente del Celta de Vigo, es fichado por el club. Jugador que se convertiría en un hombre muy importante para el equipo y que militaría en la UDS hasta finales de la década.
- A finales de temporada, Pruden hace las pruebas para el Real Madrid. Su primer partido con la camiseta blanca sería en la eliminatoria de la Copa del Generalísimo que enfrentaba a la UDS contra el Real Madrid en Chamartín. Pruden marcó dos goles en ese encuentro, que acabó 5-1 a favor del equipo merengue.
- Se descarta la construcción de un nuevo estadio en los Villares de la Reina mientras que toma peso el plan de mejoras y ampliación del Calvario hasta 7000 espectadores.
- Esta temporada, el equipo queda 8º y desciende a Tercera división. La categoría de plata pasaría a tener sólo un Grupo con catorce equipos, lo que perjudicó al equipo charro debido a su clasificación.
- El club es multado con 750 pesetas (4.50 €) por diversos incidentes provocados por el público en un partido contra el León.
- La directiva comienza a multar a los jugadores por falta de competitividad. Esta medida aumenta la tensión en el vestuario y las malas relaciones con los dirigentes.

## Temporada 1943-1944
- La situación económica casi insostenible y se ruega la colaboración económica de los aficionados.
- Paco González es el nuevo entrenador del equipo. Al ser Tercera división, la plantilla no es profesional, lo que hace que muchos jugadores se vayan a otros equipos.
- El Deportivo Salmantino se clasifica para jugar el Campeonato de España de Aficionados, tras vencer en el Campeonato Regional.
- La UDS consigue el 3º puesto de su Grupo, formado por diez equipos. Pruden regresa al equipo para jugar el último partido de la fase de clasificación.

## Temporada 1944-1945
- Debido a los problemas económicos se recurre a una Gala de Boxeo para recaudar fondos.
- Olivares ocupa el puesto de entrenador del equipo.
- 12 de agosto de 1944: Pablo Beltrán de Heredia se proclama presidente.
- Fueron sancionados varios jugadores del equipo charro con multas y con partidos de sanción debido a su brusco juego.
- El club ofrece una prima de 500 pesetas (3 € aproximadamente) y una botella de Ponche Caballero por ganar al Orense y otra prima de 500 pesetas por conseguir la 1.ª posición en la fase de Clasificación.
- La UDS juega un partido homenaje a Valderrama, portero del Béjar, al que le fue amputada una pierna.
- Tras tres fases de Liga de Tercera división, la UDS consigue el ascenso a Segunda división. El logro fue festejado en toda la ciudad y es celebrado con un festejo taurino, en el que dos jugadores, Muñiz y García, son anunciados como valientes novilleros.

## Temporada 1945-1946
- La grave crisis económica del club hace que se deba recurrir a un llamamiento a la ciudad para colaboración ya que no había fondos ni para los desplazamientos del equipo.
- Joven abandona el club. El equipo se hunde en la tabla y queda 13º, bajando de nuevo a Tercera división.
- Beltrán de Heredia dimite y es una comisión la que se hace cargo del club, dando la carta de libertad al entrenador y distintos jugadores importantes.

## Temporada 1946-1947
- La Caja de Ahorros concede un crédito al club y se organizan más veladas de boxeo para conseguir fondos.
- Múgica es contratado como entrenador.
- Deportivamente las cosas van mejor y la UDS no pierde ninguno de los diez últimos partidos de la fase regular de la liga y alcanza el 2º puesto, clasificándose para la siguiente fase final. A pesar de ello la Unión no consigue el ascenso.
- Se demostró que el Albacete había primado al Palencia por ganar a la UDS y a la Leonesa por dejarse ganar por ellos en su partido de la fase intermedia. Se expulsa de la competición al Albacete y a la Leonesa, algo que favoreció a la UDS para llegar a la fase final. Aunque también se demostró que la UDS había primado con 500 pesetas (3 € aproximadamente), a cada jugador de la Leonesa por ganar al Albacete en aquel mismo encuentro. La Federación multó al club con 11 000 pesetas (66 € aproximadamente)

## Temporada 1947-1948
- Se acentúan de nuevo los problemas económicos y se realiza una reunión en el Ayuntamiento durante el verano de 1947 donde son suscritas participaciones del club por valor de 55.000 pesetas (330 € aproximadamente).
- La nueva Junta Directiva elige presidente a Francisco García Revillo y presenta a cuatro presidentes honoríficos.
- Santiago Losada es el nuevo técnico del equipo, con una política de fichajes para reforzar la plantilla por una cantidad muy elevada, alrededor de 300 000 pesetas (1803 € aproximadamente).
- Estos refuerzos llevan a la UDS a la 1.ª plaza de la tabla en la 3.ª Jornada, puesto que no abandonará, por lo que se proclama campeón a falta de seis jornadas para el final del campeonato.
- Consiguió el 2.º puesto en la Fase Intermedia y estuvo a punto de lograr conseguir ascender en la Fase Final.

## Temporada 1948-1949
- La Federación lleva a cabo varios cambios en el reglamento y en la forma de la competición. Se permite el cambio del portero en caso de lesión y se suprimen las fases intermedias y finales, siendo el primer clasificado del campeonato el que tenga derecho al ascenso.
- La UDS no lleva a cabo fichajes espectaculares como en la temporada anterior, pero sí se realizan traspasos que sanean las maltrechas arcas del club. Aun así el equipo acaba en 2ª posición.
- Por un crédito sin pagar, el equipo estuvo a punto de desaparecer. Gracias a las aportaciones económicas de aficionados y autoridades se consiguió dinero para cubrir el crédito antes de su vencimiento.
- Valentín Reig Boix, el nuevo entrenador del equipo, consigue conducir al equipo al ascenso a Segunda división.

## Temporada 1949-1950
- Carlos Rumbold se convierte en el entrenador del equipo. El equipo es reforzado con fichajes de calidad, aunque se pierden jugadores claves. La categoría se salva sin pasar demasiados apuros acabando en 4ª posición.
- En esta temporada se utiliza el avión como medio de transporte en los desplazamientos en los que el presupuesto lo permitiera.
- En las fiestas de San Juan se crea la Copa de Salamanca, en la que participan: Zamora, Plus Ultra, Valladolid, Valencia y UDS.
- La UDS es eliminada por el Plus Ultra en la Copa del Generalísimo en un único partido.

| Predecesor: Años 1930 | Historia de la Unión Deportiva Salamanca Años 1940 | Sucesor: Años 1950 |

- Datos: Q5898864